# PM2.5

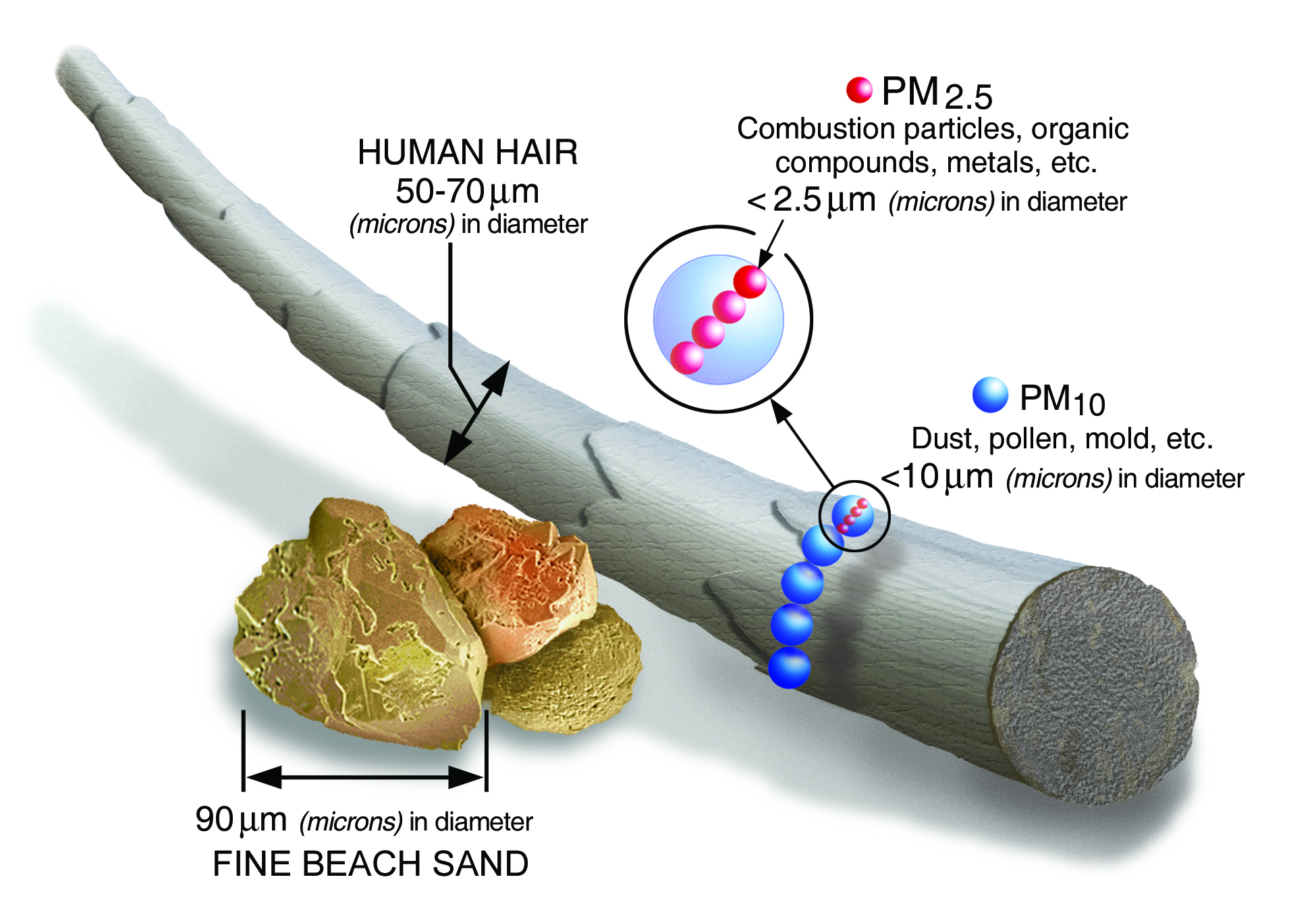
Comparación del tamaño de una PM2.5, en relación con un pelo humano y con un grano fino de arena de la playa.

La materia particulada 2.5 o PM2.5 (por sus siglas en inglés, particulate matter) son partículas sólidas o líquidas, que se encuentran en suspensión aerodinámica y cuyo diámetro es de menos de 2.5 micras. La materia particulada incluye sustancias químicas orgánicas, polvo, hollín y metales y proceden fundamentalmente de la actividad humana. En concreto las PM2.5 pueden provenir de todas las clases de combustión, como la de los automóviles, camiones, fábricas, quemas de madera, quemas agrícolas y otras actividades. Se les considera un contaminante atmosférico por sus efectos nocivos sobre la salud. 
Debido a su tamaño, las PM2.5 sólo pueden verse con un microscopio electrónico.

## Características y su peligrosidad
La inhalación es la principal vía de exposición y penetración en el organismo. Sin embargo, una parte del material particulado queda retenido en la mucosidad nasal, pudiendo llegar al sistema digestivo y actuar desde este. Es el caso del plomo que se encuentra en forma de partículas suspendidas en la atmósfera, siendo esta la principal vía de exposición. Las partículas por debajo de 2,5 micras (PM2,5) pueden penetrar hasta las partes más profundas del pulmón, los alveolos pulmonares, y desde allí pasar al torrente sanguíneo, por lo que potencialmente son las más nocivas para la salud. 
En general, las PM2.5 tiene las siguientes características: 
- Cuanto más pequeñas sean las partículas, más profundamente pueden desplazarse dentro de los pulmones al respirar.
- Se ha demostrado que la contaminación por partículas finas causa efectos serios en la salud, incluyendo enfermedades cardíacas y pulmonares.
- La exposición a PM2.5 aumenta la mortalidad.
- Los niños, los ancianos y las personas que sufren de enfermedades cardíacas y pulmonares, asma o enfermedades crónicas, son más sensibles a los efectos de la exposición a PM2.5.